# テキサスシティ製油所爆発事故

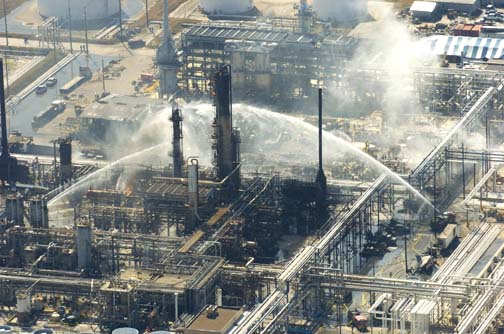
テキサスシティ製油所爆発事故における消火活動

テキサスシティ製油所爆発事故（テキサスシティ せいゆじょ ばくはつじこ）とは、2005年の3月23日にアメリカ合衆国テキサス州テキサスシティのBP社のテキサスシティ製油所のISOM異性化装置において発生した炭化水素蒸気雲の爆発事故。15名が死亡し170名以上が負傷する事故となった。
テキサスシティ製油所は、2000年1月1日の時点で437,000バレル(69,500 m3)/日の処理量を有し、州内で二番目、米国内でも三番目に大きい石油精製工場であった。BPは1999年のアモコとの合併に際して同製油所を取得した。

## 事故原因

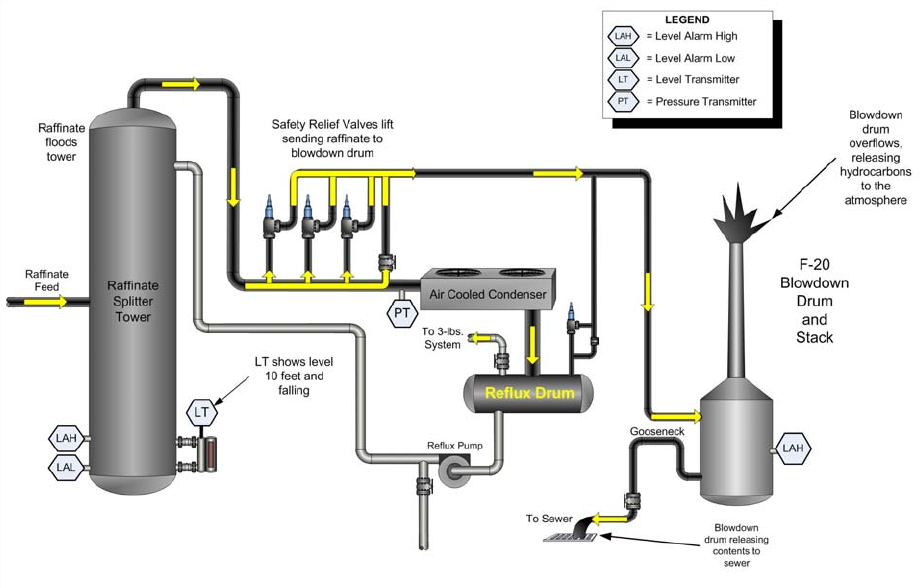

BP自身による事故調査報告書によると事故の直接的原因は「空気より重い炭化水素蒸気が着火源と接触して燃焼した。着火源は運転中の自動車エンジンである可能性がある。この炭化水素は、抽出残渣の分離器への過大な量の液の導入と内部の過熱によって過圧防止システムが作動し、F-20ブローダウンスタックからあふれ出た液体に由来するものである。」としている。BPの報告書と米国化学物質安全性・有害性調査委員会による報告書のいずれも製油所およびBP社内の技術上ならびに組織上の欠陥を指摘している。組織上の欠陥には、会社におけるコスト削減、プラントのインフラストラクチャへの投資の欠如、安全文化と大事故予防プログラムについての会社からの監視の欠如、労働安全の重視に伴うプロセス安全の軽視、変更管理の欠陥（その結果、ISOM装置に近すぎる場所での業者のトレーラーの停車を認めることとなった）、オペレーターへの不適切な研修、起動操作についての必要な監督の欠如、個人と部署の間でのコミュニケーション不全、作業手順書が古くて無効となっておりしばしば守られなかったことが含まれる。技術上の欠陥には、ブローダウンドラムのサイズ不足、安全上不可欠なシステムへの予防保全の欠如、ISOM装置で作動しなくなっていた警報と液面センサー、旧式のブローダウンドラムとスタックをより安全なフレア設備に更新することが可能であったのにもかかわらず長年放置してきたことが含まれる。

## 事故の影響
BPは連邦環境法への違反に問われ、犠牲者の家族に裁判を起こされた。
米国労働安全衛生局はBPの数百項目に及ぶ安全上の違反に対して記録的な罰金を科し、2009年にはBPが事故の後にも安全上の改善を怠ったと指摘してさらに高額の罰金を科した。2011年にBPは2010年メキシコ湾原油流出事故に関する補償と回復の費用をまかなうための資産売却の一環として製油所の売却を進めると発表した。テキサスシティ製油所は2013年初めに25億米ドルでマラソン石油に売却された。